# Tanabi
Tanabi é um município brasileiro do estado de São Paulo, localizado na região metropolitana de São José do Rio Preto, interior de São Paulo. Possui uma população de 25.265 habitantes (Instituto Brasileiro de Geografia e Estatística/2022) e área de 745,8 quilômetros quadrados. Localiza-se a 477 quilômetros da cidade de São Paulo. O município é formado pela sede, pelo distrito de Ibiporanga e pelos bairros rurais de Ecatu e Vila Rincão.

## Toponímia
"Tanabi" é derivado do guarani antigo tanambi, que significa "borboleta".

## História
Em 1860, às margens do Rio Jataí, no local onde hoje é a Praça "Stélio Machado Loureiro", antes chamada "24 de Outubro", o terreno fora convenientemente montado e, da clareira aberta na mata em volta, o índio Joaquim Francisco de Andrade (Joaquim Chico), remanescente da tribo dos Caiapós, construiu uma choupana, onde instalou uma venda, após abrir uma picada que ligava o local às proximidades de São José do Rio Preto, de onde trazia cachaça, fumo, rapadura e outros produtos, os quais comercializava no local.
Foi considerado o primeiro habitante do local, embora houvesse outros residentes nas cercanias, junto à confluência dos rios Jataí e do Mangue, ou Bacuri, onde repontavam raras choupanas onde viviam pacatos roceiros.
Em 4 de julho de 1882, foi erguido um cruzeiro, marco da fundação do arraial de Jataí, nome primitivo conservado até 1907. Tomaram parte no ato não só o fundador Joaquim Chico como, ainda, Hilário de Souza Rozendo, Agostinho Pereira, Manoel Francisco da Silva, Joaquim Euzébio e Bento Perez de Souza, este último carpinteiro ao qual confiaram a incumbência de lavrar o madeiro que, a golpes de enxó, lavrou o rijo cerne e o transformou em símbolo de suas aspirações religiosas, o qual foi considerado o marco da fundação.
Na data epigrafada, num meio dia estival, lá estavam os moradores reunidos e irmanados por um só desejo – conduzir, em procissão, o pesado lenho de rija aroeira. Feito isto, postaram-no para descanso ao lado de profunda escavação recém-aberta na terra vermelha e dadivosa. Entre vivas e rojões, salvas de garrucha e gritos de alegria, é alçado o majestoso cruzeiro que, paulatinamente, toma posição vertical; seus braços sagrados, onde se divisam os instrumentos de suplício a recordar a divina imolação, proclamam, altissonantes, que, na zona pioneira do Estado, mais uma citânia surgia que, desde então, batizaram com o expressivo topônimo Jataí. 
Logo após, junto ao emblema da fé, num altar improvisado, todo enfeitado de flores silvestres, ajoelharam-se todos, contritos e piedosos, como convém às almas simples, a rezar o terço tradicional do interior brasileiro. E a tradição guardou o nome dos que tomaram parte nesse ato de fé e civismo, e foram personagens importantes na fundação da localidade, João Barbosa do Amaral, Leonildo Bataglia, José Siriani que foi prefeito em duas ocasiões, e Polinice Celari, o alferes, como era conhecido, e que foi o primeiro subdelegado do local. Padres missionários vindos de São Francisco de Sales (MG), celebraram missa e os moradores da vizinhança festejaram o acontecimento.
Em 21 de maio de 1887, Francisco de Souza Lopes e sua mulher, Maria Francisca da Conceição, Joaquim José de Souza e sua mulher Gertrudes de Souza Martins e Maria Rosária da Conceição doaram o patrimônio da cidade composto de 75 alqueires e sob a de invocação de Nossa Senhora da Conceição, onde já havia uma capela, doação essa mais tarde confirmada por José Teodoro Ferreira Lemos e sua mulher.
E foi essa rústica ermida de palha que deu o nome ao lugar então conhecido por "Capela do Jataí" e que, nove anos mais tarde, em 1891, foi substituída pela igreja feita de tijolos.
Em 1895, foram iniciados os estudos para abertura da estrada do Taboado, que foi concluída em 1900, e a partir daí o povoado passou a existir em função dessa estrada. Por ela tropas e boiadas, peões e boiadeiros formaram o ponto inicial do vilarejo.

### Formação territorial-administrativa
Histórico da formação do município:
- Por Ato de 08/10/1901, é criado o distrito policial de Conceição do Jataí, no município de São José do Rio Preto.[9]
- Distrito criado com a denominação de Tanabi, pela Lei Estadual n.º 992, de 01/08/1906. Sede no distrito policial de Conceição do Jataí.[12]
- Elevado à categoria de município com a denominação de Tanabi, pela Lei Estadual n.º 2.009, de 23/12/1924, desmembrado do município de Rio Preto. Sede no distrito de Tanabi. Instalado em 13/03/1925.[13]

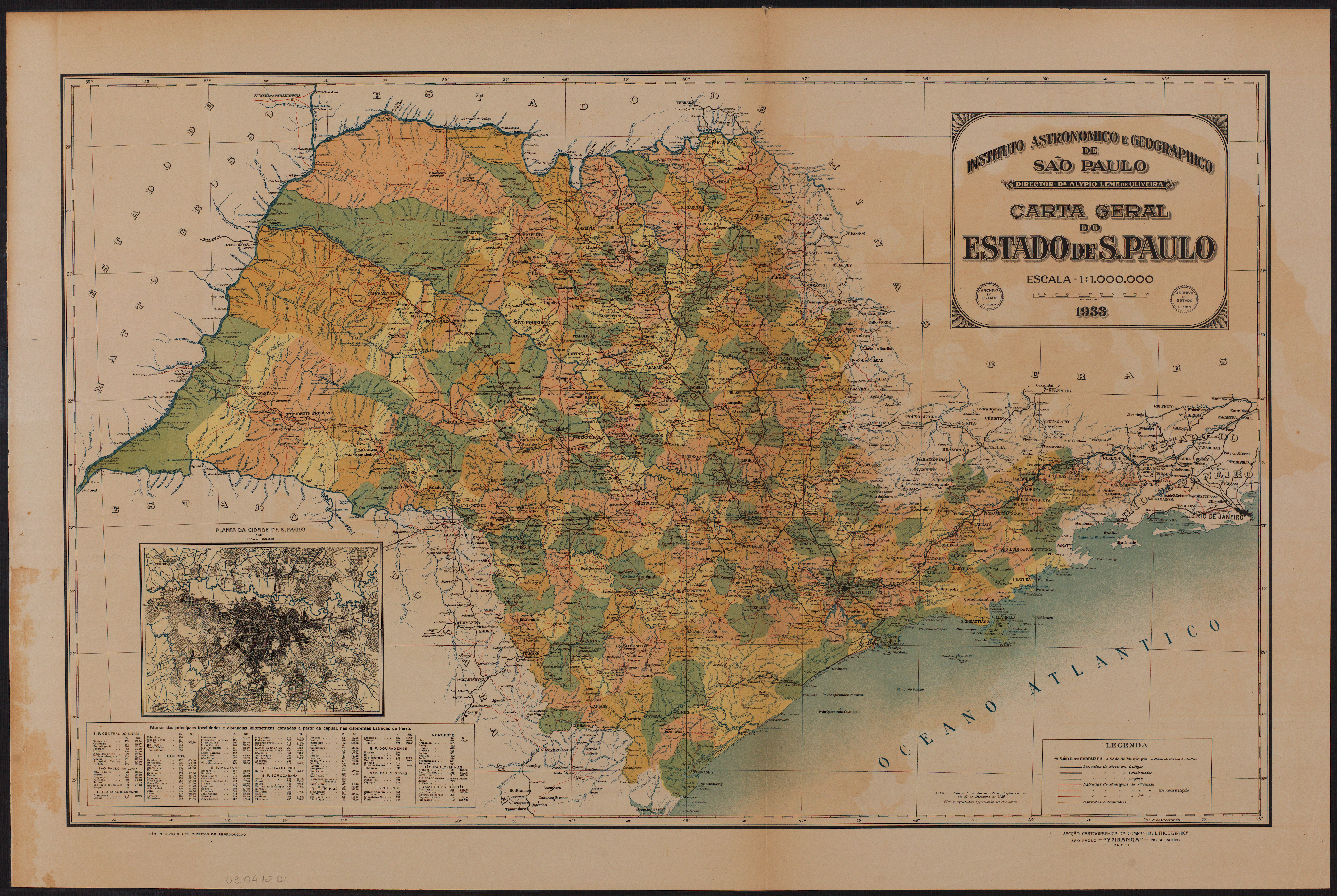
Estado de São Paulo (1933), época em que Tanabi era o segundo maior município paulista.

Nesta época, com uma área territorial de 11 176 km², Tanabi era o segundo maior município do estado de São Paulo, ficando atrás somente de Araçatuba.
- Pela Lei Estadual n.º 2.179, de 27/12/1926, é criado o distrito de Vila Monteiro (atual Álvares Florence).[15]
- Pela Lei Estadual n.º 2.180, de 27/12/1926, é criado o distrito de Américo de Campos.[16]
- Pela Lei Estadual n.º 2.659, de 09/09/1936, é criado o distrito de Cosmorama, formado com parte do território do distrito sede de Tanabi e com o distrito policial de Piassava (atual povoado de Santo Antônio do Viradouro), este transferido do distrito de Vila Monteiro.[17]
- Pelo Decreto Estadual n.º 9.775, de 30/11/1938, o município de Tanabi perdeu parte do território do distrito de Cosmorama para a formação do novo município de Pereira Barreto.

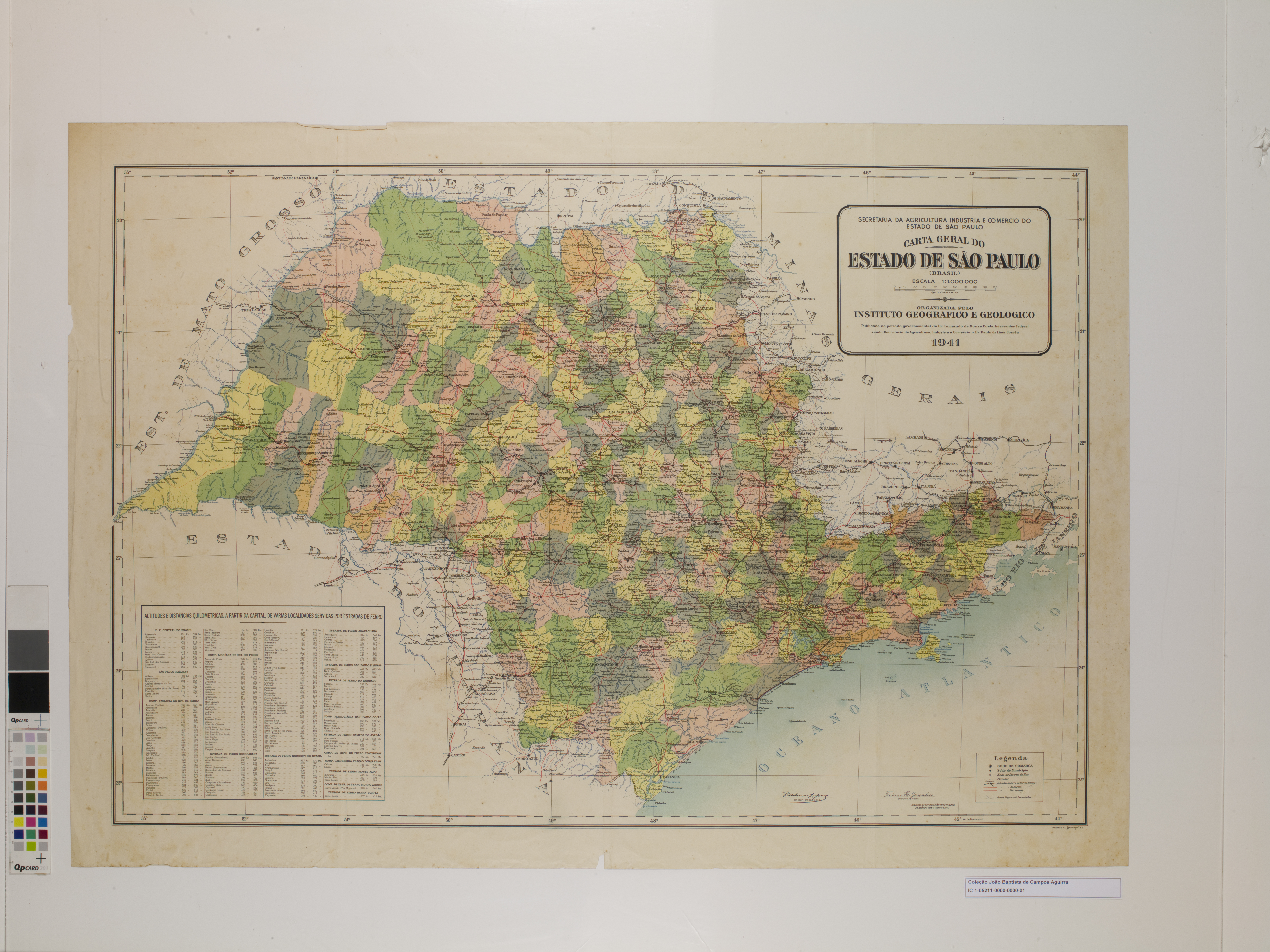
Estado de São Paulo (1939-1944), período em que Tanabi era o maior município paulista.

Em 1938, mesmo perdendo território para o recém criado município de Pereira Barreto, Tanabi passou a ser o maior município do estado de São Paulo, com uma área territorial de 7 657 km², permanecendo nessa condição até 1944.
- Pelo Decreto Estadual n.º 11.054, de 24/04/1940, é criada no distrito de Vila Monteiro a 2.ª zona distrital (Votuporanga).[19]
- Pelo Decreto Estadual n.º 11.069, de 04/05/1940, o distrito de Vila Monteiro passa a denominar-se Monteiro.[20]
- Pelo Decreto-Lei Estadual n.º 12.886, de 24/08/1942, é criada no distrito de Monteiro a 3.ª zona distrital (Brasilândia).[21]
- Pelo Decreto-Lei Estadual n.º 12.887, de 24/08/1942, é criada no distrito de Monteiro a 4.ª zona distrital (Cardoso).[22]
- Pelo Decreto-Lei Estadual n.º 13.010, de 24/10/1942, é criada no distrito sede a 2ª zona distrital (Ibiporanga).[23].
- Pelo Decreto-Lei Estadual n.º 14.334, de 30/11/1944:
  - desmembra do município de Tanabi a 2.ª zona distrital de Monteiro (Votuporanga), e a 3.ª zona distrital de Monteiro (Brasilândia), este último junto com o povoado de Vila Pereira (atual Fernandópolis), elevando-os à categoria de município.
  - o município de Tanabi perdeu parte do território dos distritos de Américo de Campos e Cosmorama para a formação dos novos municípios de Fernandópolis e Votuporanga.
  - o distrito de Igapira (ex-Monteiro) e a 4.ª zona distrital de Monteiro (Cardoso) foram transferidos do município de Tanabi para o novo município de Votuporanga.
  - é criado o distrito de Ibiporanga com a 2ª zona distrital da sede.

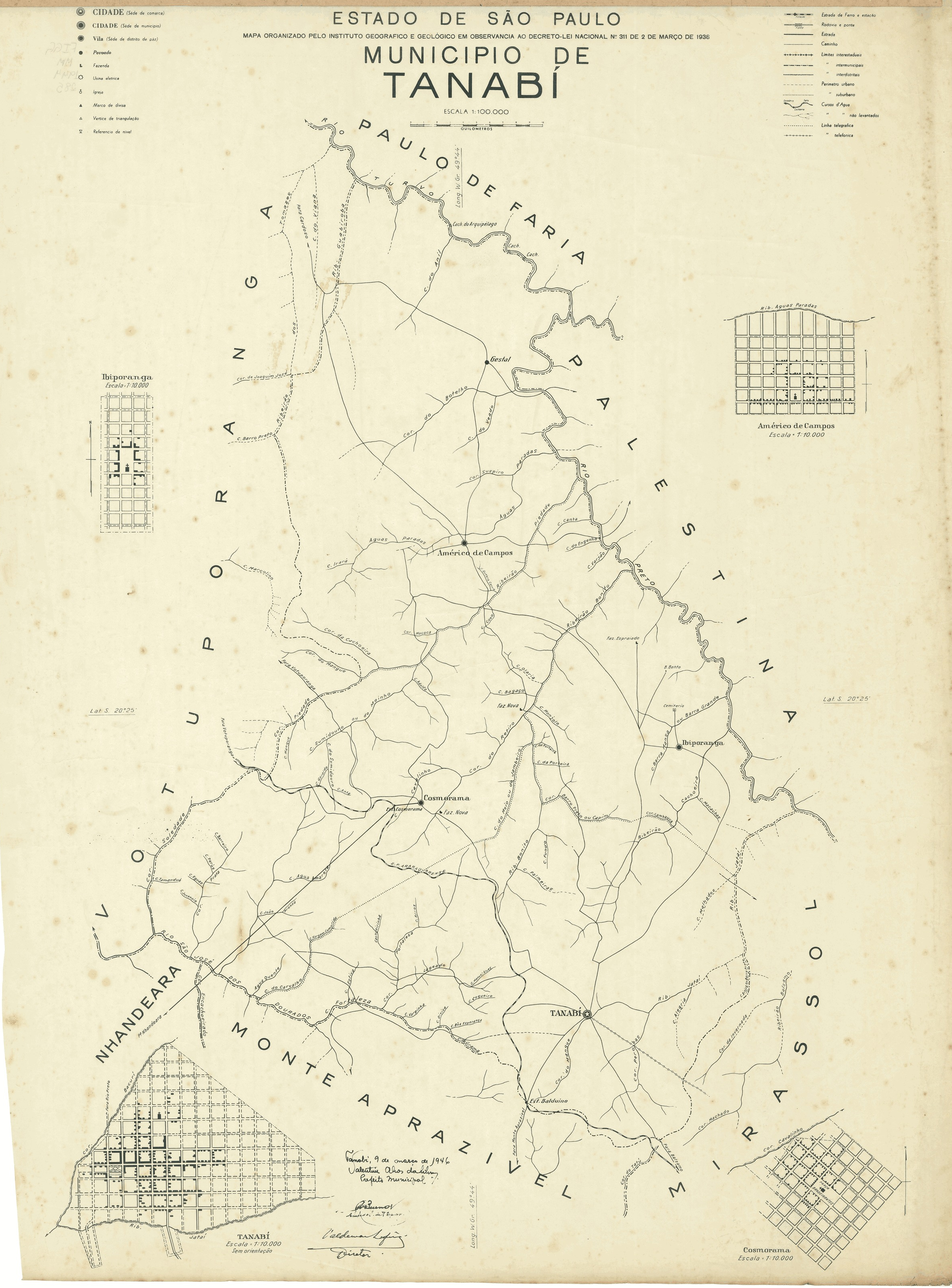
Mapa de Tanabi (1944).

- A Lei Estadual n.º 233, de 24/12/1948, desmembra do município de Tanabi os distritos de Américo de Campos e Cosmorama, elevando-os à categoria de município.
- Pela Lei Estadual n.º 2.456, de 30/12/1953, o município de Tanabi perdeu parte do território para o distrito de Engenheiro Balduíno, no município de Monte Aprazível.

## Geografia
Localiza-se a uma latitude 20°37'35" Sul e a uma longitude 49°38'57" Oeste, estando a uma altitude de 518 metros.

### Hidrografia
- Rio São José dos Dourados
- Rio Jataí
- Rio Bacuri

### Rodovias
- SP-320 Rodovia Euclides da Cunha
- SP-377 Rodovia Deputado Bady Bassitt

## Demografia

### População
| Crescimento populacional                             | Crescimento populacional | Crescimento populacional | Crescimento populacional |
| Ano                                                  | População Total          |                          | %±                       |
| ---------------------------------------------------- | ------------------------ | ------------------------ | ------------------------ |
| 1925                                                 | 7 108                    |                          | —                        |
| 1934                                                 | 28 618                   |                          | 302,6%                   |
| 1937                                                 | 30 595                   |                          | 6,9%                     |
| 1940                                                 | 52 377                   |                          | 71,2%                    |
| 1946                                                 | 38 588                   |                          | −26,3%                   |
| 1950                                                 | 17 316                   |                          | −55,1%                   |
| 1958                                                 | 18 757                   |                          | 8,3%                     |
| 1960                                                 | 21 161                   |                          | 12,8%                    |
| 1970                                                 | 20 437                   |                          | −3,4%                    |
| 1980                                                 | 20 294                   |                          | −0,7%                    |
| 1991                                                 | 21 513                   |                          | 6,0%                     |
| 2000                                                 | 22 587                   |                          | 5,0%                     |
| 2010                                                 | 24 055                   |                          | 6,5%                     |
| 2022                                                 | 25 265                   |                          | 5,0%                     |
| Est. 2024                                            | 26 021                   | [ 24 ]                   | 3,0%                     |
| Fontes: Censos Demográficos IBGE e Estimativas SEADE |                          |                          |                          |

### Dados demográficos
Dados do Censo - 2010:
População total: 24 055
- Urbana: 21 735
- Rural: 2 320
- Homens: 12 042[29]
- Mulheres: 12 013

Densidade demográfica (hab./km²): 32,25
Taxa de alfabetização: 93,0%

## Política e administração
- Prefeito: Norair Cassiano da Silveira (PSB) (2017/2020)
- Vice-prefeito: Fabio Cesar Ceron (PSDB)
- Presidente da Câmara: Marcos Paulo Mazza (2017)

## Economia
Tanabi é um município que tem grande força na indústria, destacando-se principalmente na produção de alumínio, móveis e calçados, conta também com uma usina que produz açúcar e álcool. Além da indústria, a pecuária, a agricultura e o comércio movimentam a economia do município. Tanabi conta com várias agências bancárias como Banco do Brasil, Caixa Econômica Federal, Bradesco e Banco Santander.

## Infraestrutura

### Comunicações
O sistema de telefones automáticos foi inaugurado na cidade em 1974 pela Telecomunicações de São Paulo (TELESP), que também implantou o sistema de discagem direta à distância (DDD) em 1977 com o código de área (0172). Anteriormente a cidade era atendida pela Cia. Telefônica Rio Preto, empresa administrada pela Companhia Telefônica Brasileira (CTB).
Na década de 90 o código DDD da cidade foi alterado para (017), para padronização do sistema telefônico com a telefonia celular que estava sendo implantada em todo o estado.

## Cultura e lazer

### Esportes
Jorge Tadeu Colombo do Nascimento, o prof. Jorge Colombo, atualmente na Seleção Peruana de Futebol, foi preparador físico da Seleção Brasileira Feminina de Futebol campeã Sul-americana em 2018 no Equador. Jorge nasceu em Tanabi no dia 03/09/1983 na Santa Casa São Vicente de Paula e foi o preparador físico da Seleção na Copa do Mundo Sub-20 na França em 2018. No Futebol profissional masculino, passou por equipes como Internacional de Porto Alegre, São Caetano e Audax. 
A cidade possui um estádio chamado Estádio Municipal Alberto Victolo.
Em abril de 2012, o jogador Túlio Maravilha, ex-Botafogo do Rio de Janeiro e Seleção Brasileira de Futebol, transferiu-se para o Tanabi Esporte Clube, em busca do 1000º gol na carreira.
Luan, atualmente sem clube, também se destacou pelo índio do Noroeste em 2012.

## Pessoas ilustres
- Rodrigo Garcia, político brasileiro, 38º governador do Estado de São Paulo

## Religião
O Cristianismo se faz presente na cidade da seguinte forma:

### Igreja Católica
- A igreja faz parte da Diocese de Votuporanga.[38]

### Igrejas Evangélicas
Entre as igrejas protestantes históricas, pentecostais e neopentecostais, encontram-se na cidade:
- Assembleia de Deus Ministério do Belém.[41][42]
- Congregação Cristã no Brasil.[43]